# 王寺ニュータウン
王寺ニュータウン（おうじニュータウン）は、奈良県の北西部、王寺町南西部に位置するニュータウン。

## 地形
- 明神山東麓の高台に位置する。

## 交通
- 国道168号
- JR西日本王寺駅
- 畠田駅
- 奈良交通

## 概要
- 東急不動産によって開発が進められた住宅地。戸建て住宅が建ち並び、中高層住宅は見受けられない。別名「美しが丘」。

## 街区
- 王寺町
  - 太子（たいし）1丁目～3丁目
  - 明神（みょうじん）1丁目～4丁目

## 地区内の施設
- 教育
  - 王寺町立王寺南小学校
- 公的施設
  - 西和警察署美しが丘駐在所
- 都市公園
  - 畠田公園

## その他
- 当地区の北側に大規模な住宅地「ブランズガーデン王寺スカイヒルズ」（南元町）が造成され、明神地区と街区がほぼ一体化している。